# Parafimosis
La parafimosis es una condición médica inusual en la que el prepucio retraído queda atrapado detrás del glande y no puede ser devuelto a su posición normal y cubrir el glande del pene flácido. Si esta condición persiste durante varias horas o si hay alguna señal de falta de flujo de sangre, la parafimosis debe tratarse como una emergencia médica, ya que puede causar gangrena.

## Causas
La parafimosis es causada generalmente por un manejo inapropiado del prepucio durante un examen, la limpieza del pene, el cateterismo uretral o la cistoscopia. Si el prepucio se deja retraído durante un largo periodo, puede haber edema (hinchazón y acumulación de líquido) en parte del tejido del prepucio lo que hace difícil el posterior desplazamiento del  prepucio hacia adelante.

## Prevención y tratamiento
La parafimosis se puede evitar devolviendo el prepucio a su posición habitual cuando ya no sea necesario mantenerlo retraído (por ejemplo, luego de la limpieza del glande o de la colocación de un catéter). La fimosis (tanto la forma patológica como la fisiológica, normal durante la infancia) es un factor de riesgo para la parafimosis.  La fimosis fisiológica suele resolverse conforme madura el niño, pero es aconsejable tratar la fimosis patológica a través de ejercicios de estiramiento a largo plazo o técnicas quirúrgicas como la prepucioplastia o la circuncisión.

La parafimosis se puede tratar eficazmente mediante la manipulación manual del tejido hinchado. Esta consiste en comprimir el glande y mover el prepucio de nuevo a su posición normal con la ayuda de un lubricante, compresión en frío o anestesia cuando sea necesario. Si esto no funciona, el anillo de tejido edematoso puede aliviarse quirúrgicamente con una hendidura dorsal o la circuncisión. Sin embargo algunos expertos recomiendan que la circuncisión debe elegirse como último recurso o en todo caso realizarse luego de que  la parafimosis se haya resuelto. Un método alternativo, la técnica de Dundee, implica la aplicación de múltiples punciones en la piel del prepucio hinchado con una aguja fina para  luego expulsar el líquido del edema a través de estas por presión manual.